# Mormolyce castelnaudi
Espèce
Mormolyce castelnaudi est une espèce de scarabées violons (ou carabes violons), que l'on trouve en Malaisie et en Thaïlande.

## Description
Le Mormolyce castelnaudi a une couleur brun terne. Son corps est très aplati. Il se confond avec une feuille morte ou un morceau d'écorce détaché d'un arbre.